# Karl Weissenberg
Karl Weissenberg (Viena, 11 de junio de 1893-La Haya, 6 de abril de 1976) fue un físico austríaco. Estudió matemática, física y química en las Universidades de Viena, Berlín y Jena y se doctoró en esta última en 1916. Publicó varias decenas de artículos sobre numerosas materias desde las matemáticas hasta la medicina, entre los que destacan sus contribuciones al análisis de grupos de simetría y al álgebra tensorial, y a las técnicas experimentales de la cristalografía y la reología.
El número de Weissenberg, utilizado en el estudio de flujos viscoelásticos recibe su nombre de él, así como la cámara de Weissenberg, un tipo especial de difractómetro para estudiar la difracción cristalina. También inventó un tipo de reómetro. Recibió la  Medalla Duddell del Instituto de Física en 1946, y la Sociedad Europea de Reología ofrece el premio Weissenberg en su honor.